# Moto Gymkhana

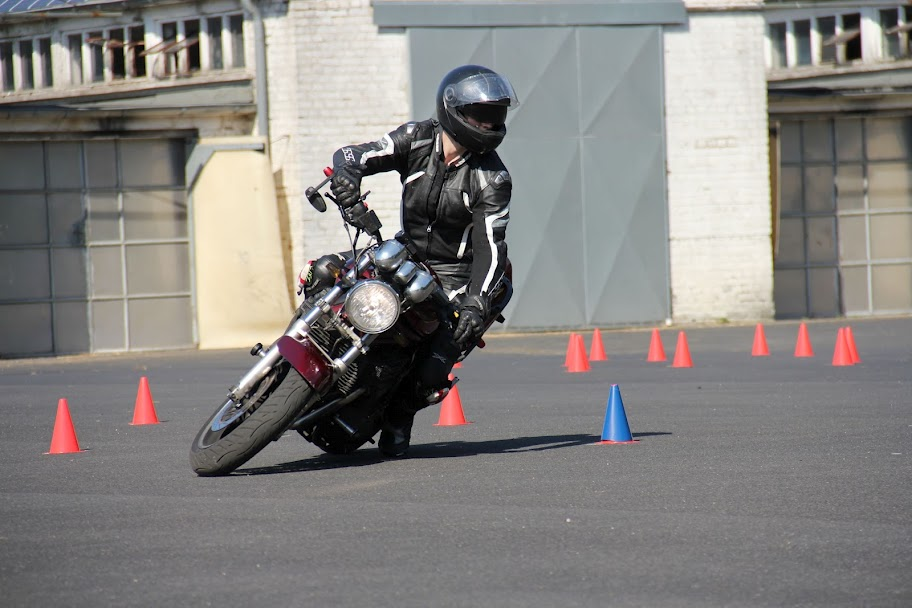
Deelnemer aan Moto Gymkhana

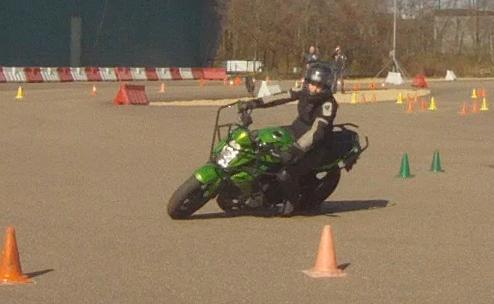
Nikki van der Spek, kampioene motorbehendigheid 2012

Motogymkhana is een vorm van motorsport waarbij deelnemers zo snel mogelijk een parkoers moeten afleggen. Het parkoers wordt uitgezet met verkeerskegels en bevat figuren als slaloms, achtjes, cirkels en andere figuren. Omdat de kegels dicht bij elkaar staan, is de snelheid waarmee het parkoers wordt afgelegd niet groot, hetgeen de sport aantrekkelijk maakt voor toeschouwers. Er zijn geen regels voor de motorfietsen, maar ze moeten wel op de openbare weg mogen rijden.

## Over de sport
Motogymkhana is begonnen in Japan, waar wedstrijden worden georganiseerd in competitieverband. Tegenwoordig wordt Motogymkhana in veel landen in Europa als sport beoefend.
Motogymkhana heeft een laag instapniveau, omdat de sport beoefend kan worden met iedere motorfiets waarmee je op de weg kunt rijden. Sommigen doen het met een racer, anderen met een off-road motor of een naked bike. In de Japanse competitie worden motoren speciaal aangepast voor de sport, met een hoger stuur, kleinere overbrenging, en valbeugels.
De figuren in het Gymkhana-parcours zijn diverse, maar ze zijn gestandaardiseerd. De kleur van de kegels bepaalt hoe de rijder het parkoers moet nemen:
- rode kegel: links aanrijden, rechtsaf eromheen
- blauwe kegel: rechts aanrijden, linksaf eromheen
- gele band om de kegel: een draai maken van minstens 270 graden
- witte lijn tussen twee gele kegels: jinx, het voorwiel van de motor moet over die lijn en terug

Als training worden soms onderdelen van het Motogymkhana-parkoers gereden, soms als wedstrijd tegen de klok. Het "achtje" is populair: daarbij zijn er een startbox en een finishbox, en twee kegels waar de rijder vijfmaal in acht-vorm omheen moet rijden. Ook het klaverblad wordt zo gebruikt: vier kegels die rechtsom en linksom gereden moeten worden in de vorm van een klaverblad.

## Competitie
In september 2012 was een eerste bijeenkomst van Nederlandse Motogymkhana rijders, in Krefeld (DE). Daarna zijn op diverse plekken in Nederland regelmatig trainingen, cursussen en andere bijeenkomsten georganiseerd.
Sinds 2014 is er een Nederlandse Motogymkhana-competitie. De wedstrijden worden gehouden in Lelystad. Kristian Eekhof heeft geschiedenis geschreven als de eerste Nederlandse Moto Gymkhana kampioen.
Sinds 2015 wordt er een Europees Kampioenschap georganiseerd. Dat is de eerste drie jaar in Nederland verreden, in 2018 wordt het in Tsjechië georganiseerd.

## Motoren
Er zijn geen speciale regels voor de in Motogymkhana gebruikte motorfietsen. De fietsen moeten goedgekeurd zijn voor het rijden op de openbare weg, maar mogen allerlei aanpassingen hebben, zoals een andere overbrenging voor een groter koppel bij kleine snelheid, een ander stuur, beugels, etc. Een lichte fiets is gemakkelijker door de bocht te sturen, een krachtiger fiets brengt je sneller door het parkoers. In de praktijk wordt gereden met allerlei verschillende motorfietsen, al naargelang de voorkeur van de rijder.

## Klassen
In Nederland gelden de volgende regels voor de Motogymkhana competitie. Deelnemers zijn ingedeeld in klassen gebaseerd op hun ervaring in de sport en hun prestaties.

### Klassen gebaseerd op behaalde resultaten (geplaatste deelnemers)
- Klasse blauw: rijders die in een wedstrijd in de Nederlandse motogymkhana competitie viermaal sneller hebben gereden dan 105% van de winnende tijd;
- Klasse groen: andere rijders die in een wedstrijd in de Nederlandse motogymkhana competitie viermaal sneller hebben gereden dan 110% van de winnende tijd;
- Klasse geel: de overige rijders;

Er zijn geen verschillende klassen voor verschillende typen motoren. Er zijn geen aparte klassen voor mannen en vrouwen. Er zijn wel prijzen voor de beste drie vrouwen.

### Promotie en degradatie
Een rijder die in een klasse rijdt, zal niet worden gedegradeerd naar een lagere klasse. Een rijder die zich heeft gekwalificeerd voor een hogere klasse, kan in die klasse meerijden vanaf de volgende wedstrijd.

## Training
Als training wordt vaak niet een compleet parcours uitgezet, maar enkele elementaire onderdelen daarvan.

### GP8

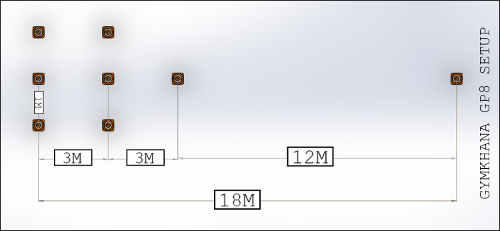
GP8

In deze oefening start de rijder in het startvak, het vak links onder, rijdt dan vijf achtjes om de beide rechter kegels, en eindigt in het stopvak, linksboven. De snelste rijder in Japan doet dit in iets minder dan 26 seconden, de snelste in het verenigd koninkrijk onder de 30 seconden, de snelste in Nederland gemeten tijd is 26.50 seconden.

### Klaverblad

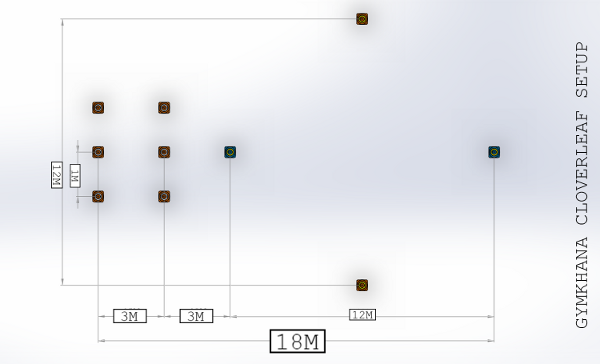
Klaverblad

Hier start de rijder in het startvak, gaat tegen de klok de eerste kegel, dan met de klok de bovenste, tegen de klok de rechter, met de klok de onderste, en tegen de klok opnieuw de linker.

### Slalom

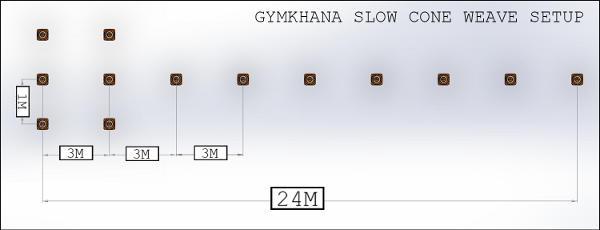
Langzame slalom

De rijder start in het startvak, neemt alle kegels als een slalom, keert om, slalomt nogmaals, en eindigt in het stopvak.

## Nederland & België
In Nederland en België zijn er twee verenigingen voor de sport. Moto Gymkhana NL is de Moto Gymkhana vereniging in Nederland en in het Nederlandstalige deel van België bestaat er de Vlaamse Moto Gymkhana Vereniging (VMGV).